# Kanrei
Kanrei (管領?) o, chiamato più raramente, kanryō, fu un'importante carica politica nel Giappone feudale; di solito viene tradotto come rappresentante (o deputato) dello shōgun. Dopo il 1349 ci furono due kanrei, il Kyoto-Kanrei ed il Kantō-Kanrei.
Inizialmente, dal 1219 al 1333, la carica era sinonimo di Rokuhara Tandai, ed era situata a Kyoto. Il clan Hōjō monipolizzò tale carica, e durante quel periodo ci furono due rappresentanti, uno a sud ed uno a nord. Dal 1336 al 1367 chi deteneva tale carica veniva chiamato Shitsuji (執事?). Il primo ad ottenere tale carica fu Kō no Moronao.
Nel 1367 Hosokawa Yoriyuki fu scelto dalo shogunato per essere rappresentante dello shōgun (Kyoto Kanrei). Al fine di garantire la sua fedeltà ai suoi sottoposti, i clan Hatakeyama e Shiba, egli stesso propose che la posizione di Kanrei fosse condivisa delle tre famiglie, alternandosi tra loro ogni qualvolta vi fosse la necessità. Fu così che nacquero le San-Kan o i tre Kanrei. Tuttavia nel 1379 le azioni Yoriyuki attirarono il risentimento di qualche potente signore e fu pressato a dare le dimissioni. Dopo tali eventi il Kyoto Kanrei non detenne più la responsabilità di rappresentante dello shogun, e divenne semplicemente un esecutore dei suoi ordini con una posizione di direzione e consulenza.
Successivamente alla caduta dello shogunato Kamakura e l'abolizione dello Rokuhara Tandai, Ashikaga Takauji creò la carica di Kantō Kanrei, conosciuta anche come rappresentante dello Shogun nell'est (Kantō si riferisce all'area attorno alla moderna Tokyo).

## IlKantō Kanrei
Nelle prime settimane del 1336 Ashikaga Takauji lasciò Kamakura per Kyoto alla ricerca di Nitta Yoshisada. Lasciò a Kamakura suo figlio di 4 anni Yoshiakira per garantire la propria fiducia ai tre guardiani: Hosokawa Kiyouji, Uesugi Noriaki, e Shiba Ienaga. Nel 1349 Takauji chiamò Yoshiakira a Kyoto, sostituendolo con un altro figlio, Motouji, al quale diede il titolo di Kantō Kanrei. Poiché il Kanrei era figlio dello shogun, governava il Kantō e ne controllava gli avvenimenti. Quando più tardi l'abitudine di chiamare "kubō" lo shogun si diffuse da Kyoto al Kantō, il sovrano di Kamakura venne chiamato "Kamakura kubō". La carica di Kantō Kanrei fu poi passata alla famiglia Uesugi ereditariamente, shitsuji (執事?), fino al 1552, anno della sua abolizione.
Il Kantō Kanrei era il responsabile dell'esecuzione degli ordini dello shogun nella regione del Kantō, che consisteva nelle 8 province del Kanto, con l'aggiunta di Kai ed Izu. Il Kanto Kanrei fu dato il potere di sollevare richiamare eserciti, concedere e togliere terre, dare appuntamenti politici (equivalmente allo shugo), oltre a sovrintendere a templi e santuari.
Comunque l'organizzazione politica dello shogunato Ashikaga era molto complessa e mutava molto velocemente. La carica di Kanrei cambiò numerose volte, e spesso fu abolita e poi ricreata. Inoltre il Kanrei fu a volte parallelo a numerose altre cariche create dallo shogunato Ashikaga, come ad esempio il Kyūshū Tandai, che rappresentava gli interessi e gli ordini dello shogun nella parte più meridionale dell'Honshū.

## IlKyoto Kanrei
- Shitsuji
  - 1336-1349 Kō no Moronao (?-1351)
  - 1349 Kō no Moroyo (?-1351)
  - 1349-1351 Kō no Moronao (?-1351)
  - 1351-1358 Niki Yoriaki (1299–1359)
  - 1358-1361 Hosokawa Kiyouji (?-1362)
- Kanrei
  - 1362-1366 Shiba Yoshimasa (1350–1410)
  - 1368-1379 Hosokawa Yoriyuki (1329–1392)
  - 1379-1391 Shiba Yoshimasa (1350–1410)
  - 1391-1393 Hosokawa Yorimoto (1343–1397)
  - 1393-1398 Shiba Yoshimasa (1350–1410)
  - 1398-1405 Hatakeyama Motokuni (1352–1406)
  - 1405-1409 Shiba Yoshinori (1371–1418)
  - 1409-1410 Shiba Yoshiatsu (1397–1434)
  - 1410-1412 Hatakeyama Mitsuie (1372–1433)
  - 1412-1421 Hosokawa Mitsumoto (1378–1426)
  - 1421-1429 Hatakeyama Mitsuie (1372–1433)
  - 1429-1432 Shiba Yoshiatsu (1397–1434)
  - 1432-1442 Hosokawa Mochiyuki (1400–1442)
  - 1442-1445 Hatakeyama Mochikuni (1398–1455)
  - 1445-1449 Hosokawa Katsumoto (1430–1473)
  - 1449-1452 Hatakeyama Mochikuni (1398–1455)
  - 1452-1464 Hosokawa Katsumoto (1430–1473)
  - 1464-1467 Hatakeyama Masanaga (1442–1493)
  - 1467-1468 Shiba Yoshikado (?-?)
  - 1468-1473 Hosokawa Katsumoto (1430–1473)
  - 1473 Hatakeyama Masanaga (1442–1493)
  - 1478-1486 Hatakeyama Masanaga (1442–1493)
  - 1486 Hosokawa Masamoto (1466–1507)
  - 1486-1487 Hatakeyama Masanaga (1442–1493)
  - 1487-? Hosokawa Masamoto (1466–1507)
  - 1490 Hosokawa Masamoto (1466–1507)
  - 1495-1507 Hosokawa Masamoto (1466–1507)
  - 1508-1525 Hosokawa Takakuni (1484–1531)
  - 1525 Hosokawa Tanekuni
  - 1527 Hatakeyama Yoshitaka (?-1532)
  - 1536 Hosokawa Harumoto (1519–1563)
  - 1546 Rokkaku Sadayori (1495–1552)
  - 1552-1564 Hosokawa Ujitsuna (?-1564)